# Melissa Leo

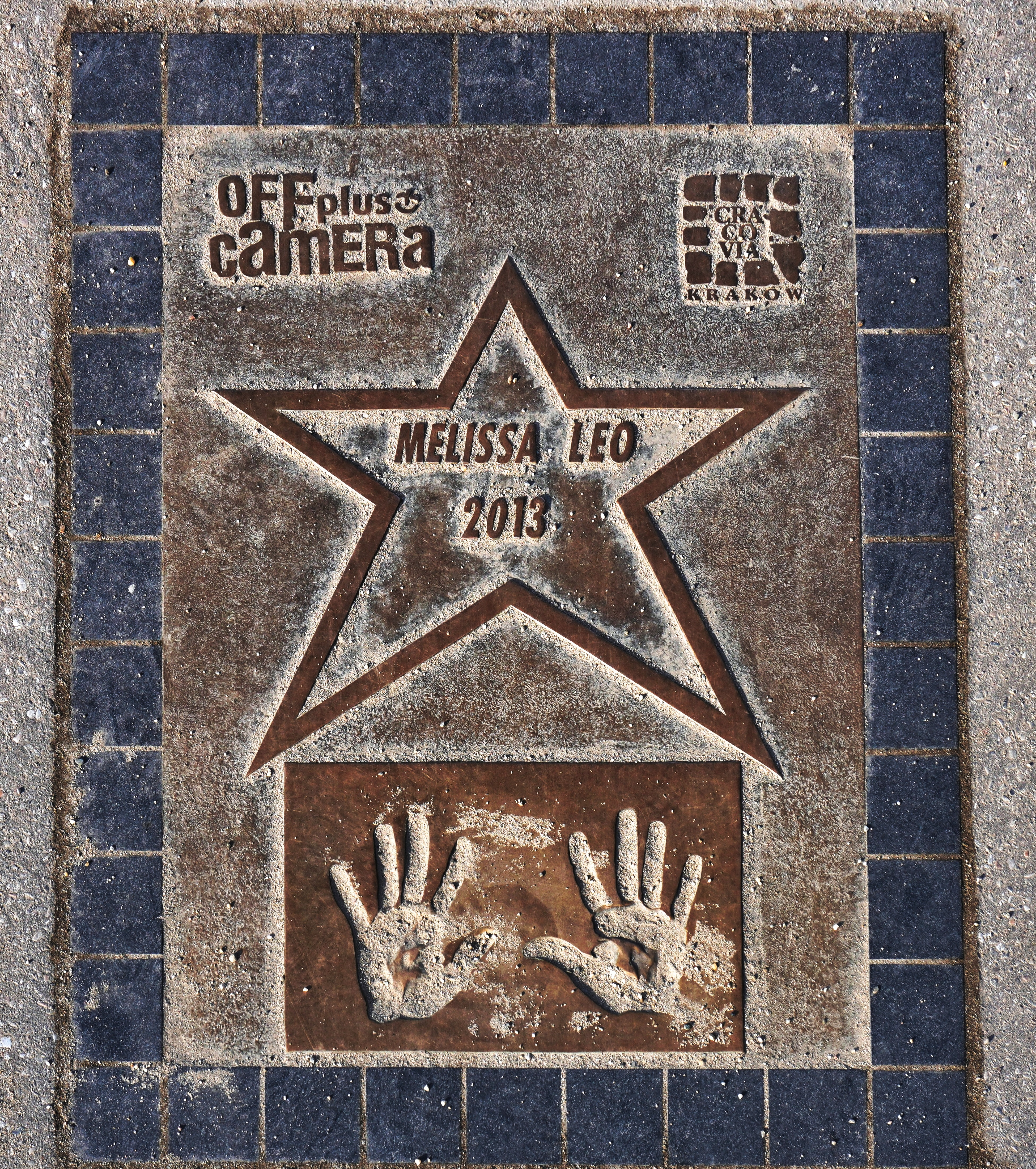
Gwiazda Melissy Leo na Alei Gwiazd w Krakowie

Melissa Chessington Leo bądź Margaret May II (ur. 14 września 1960 w Nowym Jorku) – amerykańska aktorka filmowa i telewizyjna, laureatka Oscara za drugoplanową rolę w filmie Fighter w 2010 roku. Wcześniej nominowana za pierwszoplanową rolę w filmie Rzeka ocalenia w 2008 roku.

## Życiorys
Leo urodziła się w Nowym Jorku jako córka nauczycielki Peggy i rybaka Arnolda. Studiowała na Stanowym Uniwersytecie Nowego Jorku Purchase, jednak studiów nie ukończyła. W 1984 roku dostała angaż do serialu Wszystkie moje dzieci, o jej rolę ubiegała się Julia Roberts. Z aktorem Johnem Heardem ma syna Johna Matthew (ur. w 1987). Przez długi czas występowała w serialach: Policjanci z Miami, Prawo i porządek, Dowody zbrodni, Weronika Mars. W 2004 roku została zaangażowana do filmu w reżyserii Alejandro Gonzáleza Iñárritu 21 gramów, w którym wystąpiła u boku Benicio del Toro, Naomi Watts, Seana Penna, Charlotte Gainsbourg i Cleii DuVall. Cała obsada otrzymała nagrodę Stowarzyszenia Krytyków Stanu Phoenix. W 2006 roku wystąpiła w filmie w reżyserii Tommy’ego Lee Jonesa Trzy pogrzeby Melquiadesa Estrady. Dwa lata później film Rzeka ocalenia z jej główną rolą został bardzo wysoko oceniony przez krytyków: Leo otrzymała nagrodę Independent Spirit Awards; Międzynarodowa Akademia Prasy nominowała aktorkę do swoich corocznych nagród Satelitów w kategorii najlepsza aktorka w filmie dramatycznym. Za rolę w tym filmie aktorka otrzymała także nominacje do Oscara dla najlepszej aktorki pierwszoplanowej i nagrody Gildii Aktorów Filmowych.
Rok późnej aktorka wystąpiła w aż ośmiu filmach, głównie w drugoplanowych rolach. W Weronika postanawia umrzeć według powieści Paulo Coelho wcieliła się w postać pensjonariuszki zakładu dla psychicznie chorych, natomiast w komedii romantycznej Wszyscy mają się dobrze zagrała u boku Roberta De Niro i Drew Barrymore. W 2010 roku aktorka otrzymała jedną z głównych ról w serialu Treme, który opowiada historię życia mieszkańców Nowego Orleanu po przejściu huraganu Katrina. W tym samym roku aktorka wystąpiła w dwóch znaczących dramatach: w Conviction wcieliła się w postać policjantki Nancy Taylor, które zeznaje przeciwko bratu głównej bohaterki (w tej roli Hilary Swank), natomiast w Fighterze w reżyserii Davida O. Russella zagrała matkę dwójki bokserów, partnerując tym samym Christianowi Bale'owi, Markowi Wahlbergowi i Amy Adams. Za rolę w tym ostatnim filmie Leo otrzymała Złoty Glob dla najlepszej aktorki drugoplanowej i Oscara.

## Filmografia
Filmy fabularne
- 1985: Streetwalkin'  jako Cookie
- 1985: Always jako Peggy
- 1985: Cichy świadek (Silent Witness) jako Patti Mullen
- 1986: Deadtime Stories jako Judith 'MaMa' Baer
- 1988: Czas przeznaczenia (A Time of Destiny) jako Josie Larraneta
- 1989: Nasty Boys jako Katie Morrisey
- 1990: Panna młoda w czerni (The Bride in Black) jako Mary Margaret
- 1991: Upiory przeszłości (Carolina Skeletons) jako Cassie
- 1992: Wszystko jest możliwe (Immaculate Conception) jako Hannah
- 1992: Wenecja (Venice/Venice) jako Peggy
- 1993: Ballada o małym Jo (The Ballad of Little Jo) jako pani Grey
- 1995: In the Line of Duty: Hunt for Justice jako Carol Manning
- 1997: Under the Bridge jako Kathy
- 1999: W imię moralności (Code of Ethics) jako Jo Diangelo
- 1999: Kobieta pracująca (The 24 Hour Woman) jako dr Suzanne Pincus
- 2000: Koledzy z wydziału zabójstw (Homicide: The Movie) jako detektyw Sargent Kay Howard
- 2000: Fear of Fiction jako Sigrid Anderssen
- 2003: 21 gramów (21 Grams) jako Marianne Jordan
- 2004: From Other Worlds jako Miriam
- 2004: First Breath jako detektyw Waxman
- 2005: Patch jako Maelynn
- 2005: Siła strachu (Hide and Seek) jako Laura
- 2005: Runaway jako Lisa Adler
- 2005: Broń dla każdego (American Gun) jako Louise
- 2005: Trzy pogrzeby Melquiadesa Estrady (The Three Burials of Melquiades Estrada) jako Rachel
- 2005: Spowiednik (Confess) jako Agnes Lessor
- 2006: One Night jako Wendy
- 2006: Falling Objects jako Helga
- 2006: Miłość w Los Angeles (Hollywood Dreams) jako Ciocia Bee
- 2006: Przypadek Stephanie Daley jako Miri
- 2006: The House Is Burning jako pani Miller
- 2007: Facet od W-F'u (Mr. Woodcock) jako Sally Jansen
- 2007: Racing Daylight jako Sadie Stokes / Anna Stokes
- 2007: Czarna lukrecja (Black Irish) jako Margaret McKay
- 2008: Ball Don't Lie jako Georgia
- 2008: Lullaby jako Stephanie
- 2008: Zawodowcy (Righteous Kill) jako Cheryl Brooks
- 2008: This Is a Story About Ted and Alice jako Alice
- 2008: Abecadło mordercy (The Alphabet Killer) jako Kathy Walsh
- 2008: Rzeka ocalenia (Frozen River) jako Ray Eddy
- 2008: Predisposed jako Penny
- 2008: Santa Mesa jako Maggie
- 2009: The Farm jako Helen Miller
- 2009: Stephanie's Image jako Stephanie
- 2009: True Adolescents jako Sharon
- 2009: Weronika postanawia umrzeć (Veronika Decides to Die) jako Mari
- 2009: Wszyscy mają się dobrze (Everybody's Fine) jako Colleen
- 2009: According to Greta jako Karen
- 2009: Don McKay jako Marie
- 2009: Pamiętnik Vanessy (Dear Lemon Lima) jako pani Howard
- 2010: Witamy u Rileyów (Welcome to the Rileys) jako Lois Riley
- 2010: The Dry Land jako Martha
- 2010: The Space Between jako Montine
- 2010: Wyrok skazujący (Conviction) jako Nancy Taylor
- 2010: Fighter (The Fighter) jako Alice Eklund
- 2011: Czerwony stan (Red State) jako Sara
- 2011: The Sea Is All I Know jako Sara
- 2011: Seven Days in Utopia jako Lily
- 2011: Brooklyn Brothers Beat the Best jako Sarah
- 2011: Lost Revolution jako Soto
- 2011: Francine jako Francine
- 2012: Why Stop Now jako Penny Bloom
- 2012: Persephone jako Demeter
- 2012: Lot (Flight) jako Ellen Block
- 2013: The Necessary Death of Charlie Countryman jako Kate
- 2013: Olimp w ogniu (Olympus Has Fallen) jako Sekretarz Obrony Ruth McMillan
- 2013: Niepamięć (Oblivion) jako Sally
- 2013: Kamerdyner (The Butler) jako Mamie Eisenhower
- 2013: Bottled Up jako Fay
- 2013: Pięć filmów o szaleństwie (Call Me Crazy: A Five Film) jako Robin
- 2013: Labirynt (Prisoners) jako Holly Jones
- 2014: Dwegons jako Babcia Fitz / Butterfly McDweg / pani Fitzgerald
- 2017: Nowicjat jako siostra przełożona Marie St. Clair

Seriale telewizyjne
- 1985: Wszystkie moje dzieci (All My Children) jako Linda Warner
- 1984-1989: Policjanci z Miami (Miami Vice) jako Kathleen Gilfords (gościnnie)
- 1985-1989: The Equalizer jako Irina (gościnnie)
- 1985-1988: Spenser: For Hire jako Mary Hamilton (gościnnie)
- 1989: Gideon Oliver jako Rebecca Hecht (gościnnie)
- 1989: Młodzi Jeźdźcy (The Young Riders) jako Emma Shannon
- 1990: Prawo i porządek (Law & Order) jako Alice Sutton (gościnnie)
- 1994: Scarlett jako Suellen O’Hara Benteen
- 1998-1999: Legacy jako Emma Bradford
- 2001: Prawo i porządek: Zbrodniczy zamiar (Law & Order: Criminal Intent) jako Maureen Curtis (gościnnie)
- 2003: Dowody zbrodni (Cold Case) jako Tanya Raymes (gościnnie)
- 2004: The L Word jako Winnie Mann (gościnnie)
- 2004-2007: Weronika Mars (Veronica Mars) jako Julia Smith (gościnnie)
- 2005: Zabójcze umysły (Criminal Minds) jako Georgia Davis (gościnnie)
- 2006-2008: Shark jako Elizabeth Rourke (gościnnie)
- 2010-2012: Treme jako Toni Bernette
- 2011: Mildred Pierce jako Lucy Gessler
- 2012: Louie jako Laurie
- 2014: Miasteczko Wayward Pines (Wayward Pines) jako pielęgniarka Pam

## Nagrody
- Nagroda Akademii Filmowej Najlepsza aktorka drugoplanowa: 2010 Fighter
- Złoty Glob Najlepsza aktorka drugoplanowa: 2010 Fighter
- Nagroda Gildii Aktorów Ekranowych Najlepsza aktorka drugoplanowa: 2010 Fighter